# Доброе (Малоярославецкий район)
Доброе — деревня в Малоярославецком муниципальном районе Калужской области. Находится в составе сельского поселения «Деревня Прудки». 
В 1914 году в селе Доброе Башмаковской волости Малоярославецкого уезда Калужской губернии проживало 133 мужчины и 181 женщина (314 человек).
На 2019 год в Добром числится 4 улицы: Дачная, Каштановая, Новая и Рябиновая. Находится примерно в 37 километрах (по шоссе) южнее Малоярославца, высота центра селения над уровнем моря — 231 м.

## Население
| 2002 | 2010 |
| ---- | ---- |
| 5    | ↘3   |